# Federação Portuguesa de Voleibol
Federação Portuguesa de Voleibol är ett specialidrottsförbund för volleyboll i Portugal. Förbundet grundades 7 april 1947 och har sitt säte i Porto. De första klubbarna som anslöt var: Campolide Atlético Clube, Associação Cristã da Mocidade, Belenenses, Sporting, Técnico, Benfica, Clube Internacional de Futebol, A.A. Instituto Comercial, A.A. faculdade de Direito och Associação de Alunos do Monte Estoril. Innan förbundet bildades hade Associação de Voleibol bildats i Lissabon,  den 28 december 1938. Förbundet organiserar de nationella tävlingarna och de landslag som finns, inklusive seniorlandslagen (herr & dam). 
Förbundet är medlem av Fédération Internationale de Volleyball och Confédération Européenne de Volleyball 

## Volleyboll i Portugal
Volleybollen kom till Portugal genom nordamerikanska soldater som var stationerade på Azorerna under första världskriget. En annan viktiga aktör var, som på många andra ställen, KFUM (volleybollen uppfanns av en KFUM-lärare i Massachusetts).